# Der scharlachrote Musketier
Der scharlachrote Musketier (Originaltitel: Le chevalier de Pardaillan) ist ein französisch-italienischer Mantel-und-Degen-Film unter Regie von Bernard Borderie aus dem Jahr 1962. Der Film basiert auf dem Buch La Fausta der Reihe Les Pardaillan von Michel Zévaco.

## Handlung
Paris 1588: Pardaillan rettet zuerst das Zigeunermädchen Violetta vor der Entführung durch die Diener von Herzog Henri de Guise und verliebt sich in sie. Sie ist aber kein Zigeunermädchen, sondern die Thronfolgerin von Frankreich Isabelle d'Entraigues. Henri de Guise hat vor sie zu heiraten, um so den Thron von Frankreich zu besteigen. Als die Entführung gelingt, wird Pardaillan gefangen genommen. Es gelingt ihm aber, sich zu befreien.

## Produktion
Der Film wurde in Farbe auf Eastmancolor, 35 mm 2.35:1 Franscope in monophonen Ton gedreht. Die Produktion erfolgte durch Florida Films (Frankreich), C ie Lux France, Fonoroma (Italien), Lux Film (Italien) und für den Verleih war Prodis (Frankreich), Euro Int. Film (Italien), Mercure Distribution (Verkauf im Ausland) verantwortlich. Der Film hatte am 19. Oktober 1962 in Frankreich Premiere.

## Drehorte
Außenaufnahmen fanden in folgen Departments statt:
- Aveyron: Vieux-Brücke über die Sorgues in Saint-Affrique[2]
- Corrèze: Allassac[2], Collonges-la-Rouge[3], Saillant-Brücke über die Vézère bei Voutezac[3]
- Dordogne: Schloss Biron[3], Schloss Hautefort[3], Monpazier[3]
- Lot-et-Garonne: Mühle Lartigue à Montauriol[3], an den Ufern der Baïse nach Nérac[3]
- Yonne: Noyers-sur-Serein[3]

Einige Orte der Außenaufnahmen
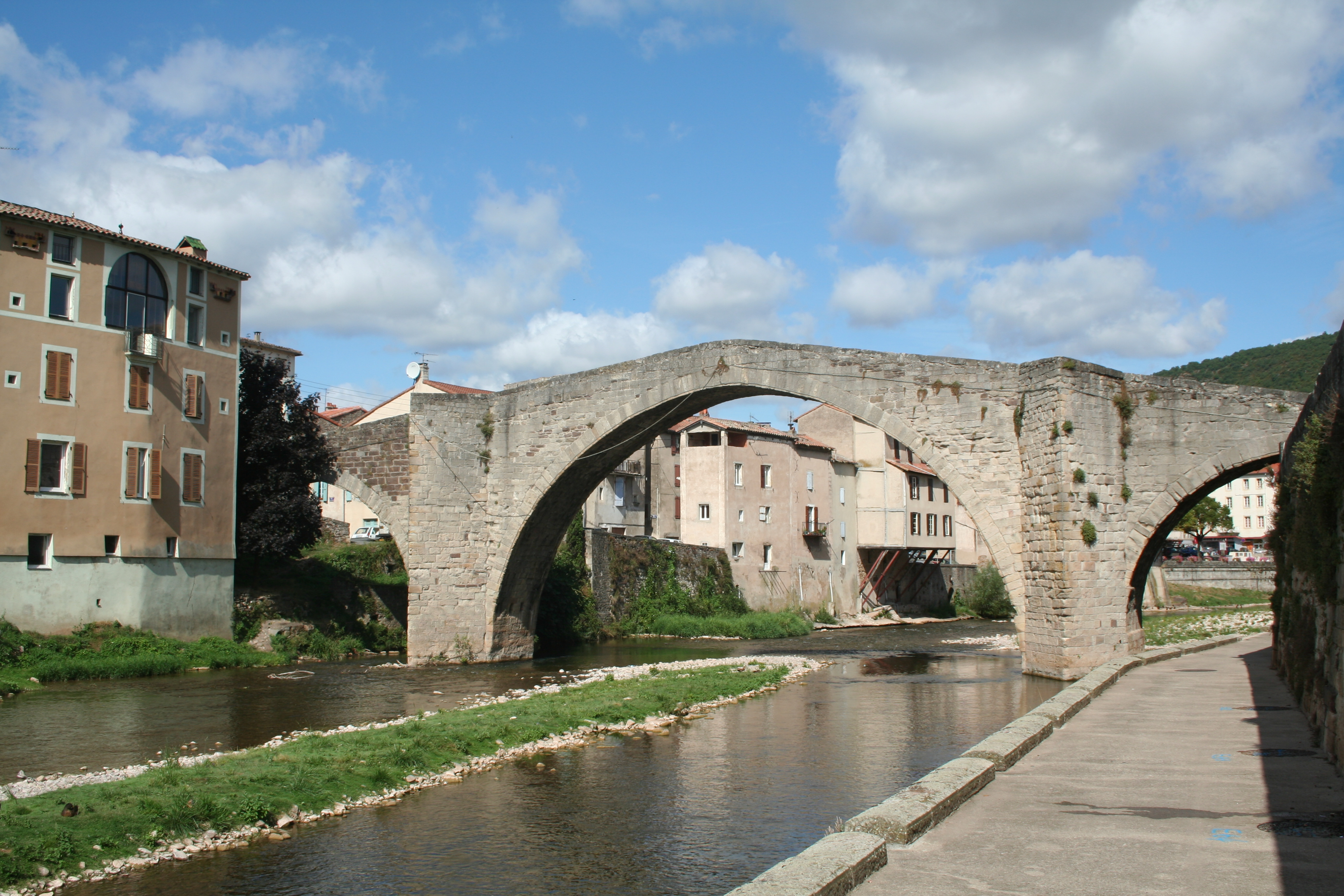
Vieux-Brücke über die Sorgues
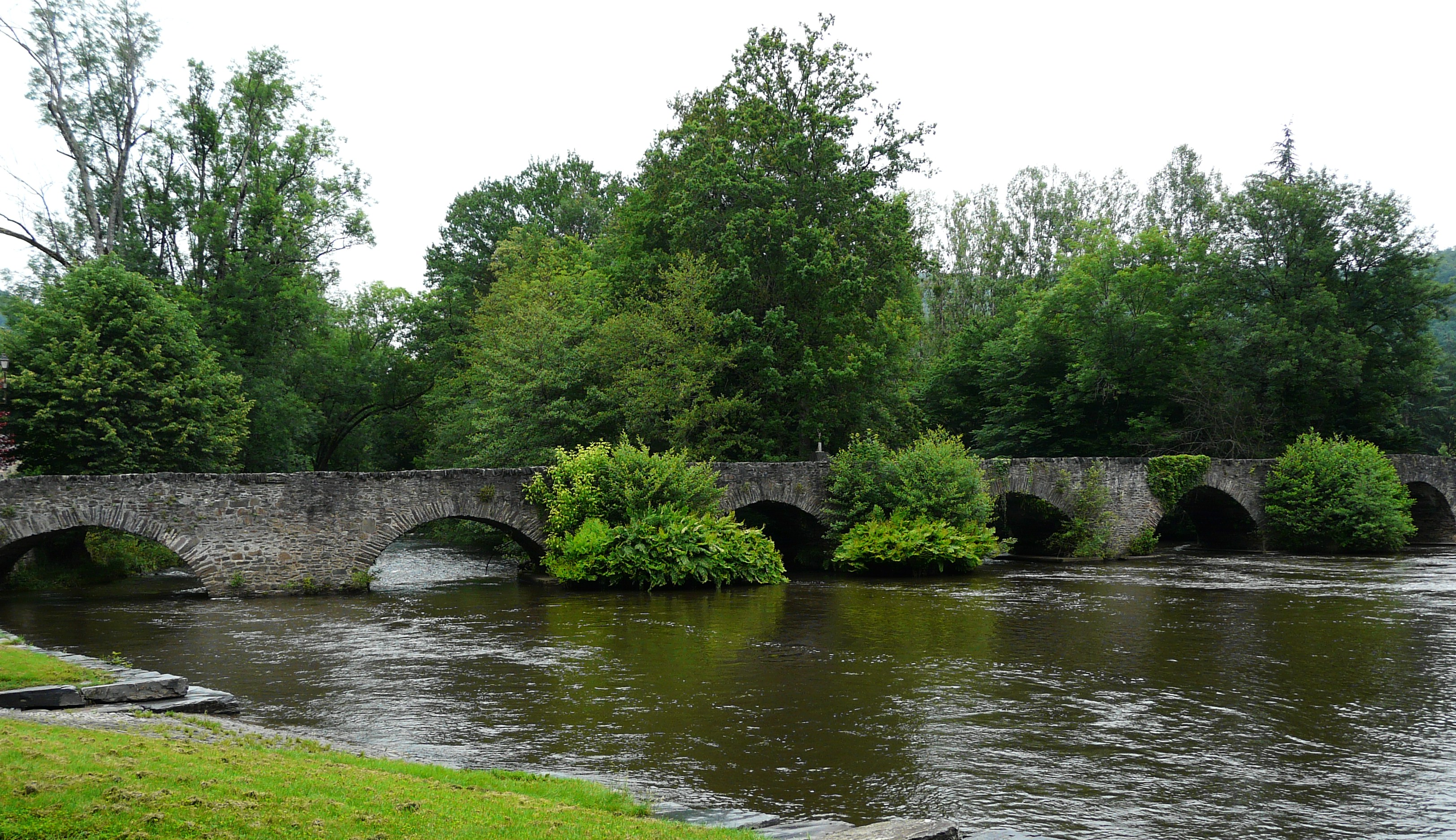
Saillant-Brücke über die Vézère
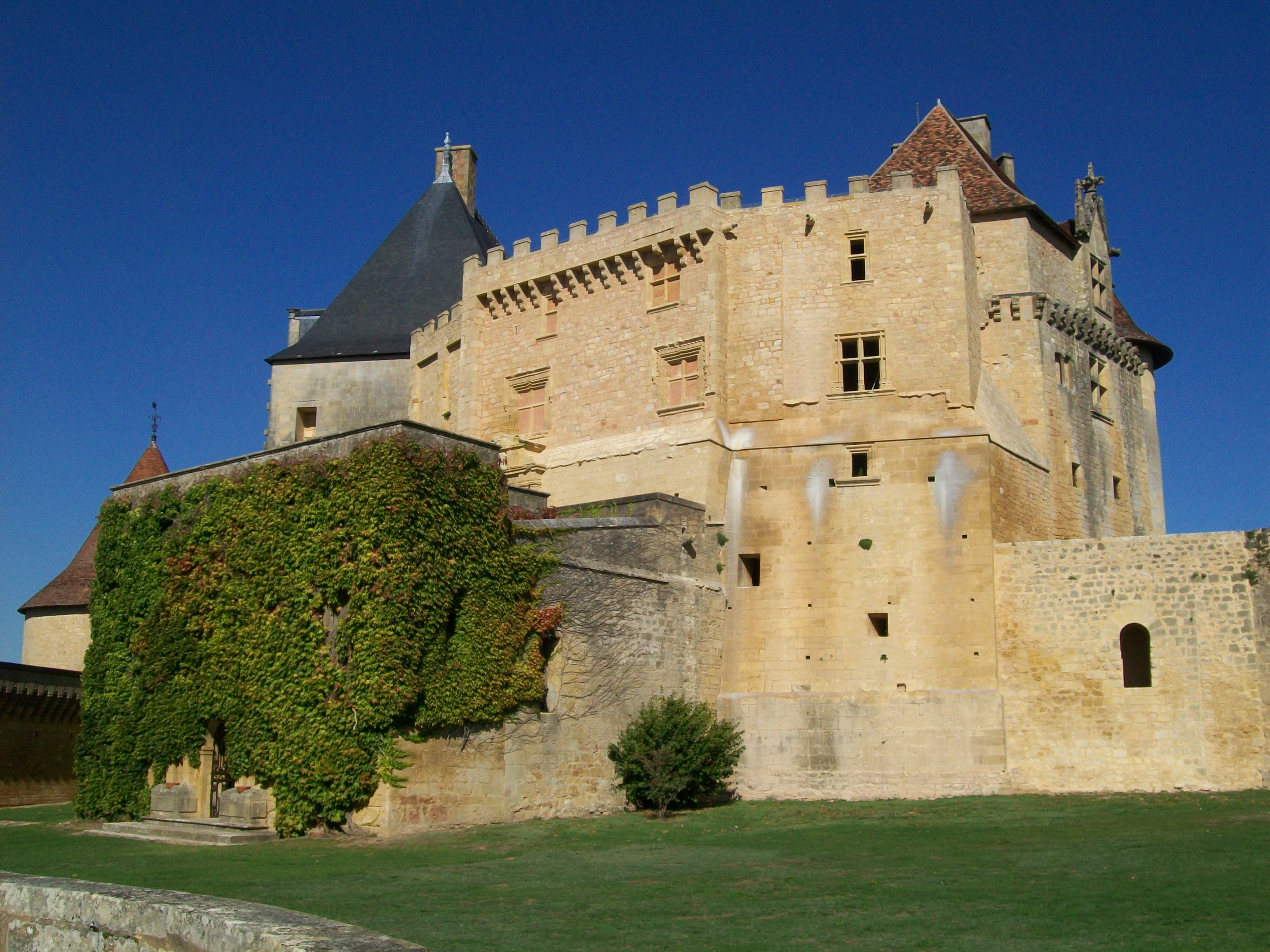
Schloss Biron
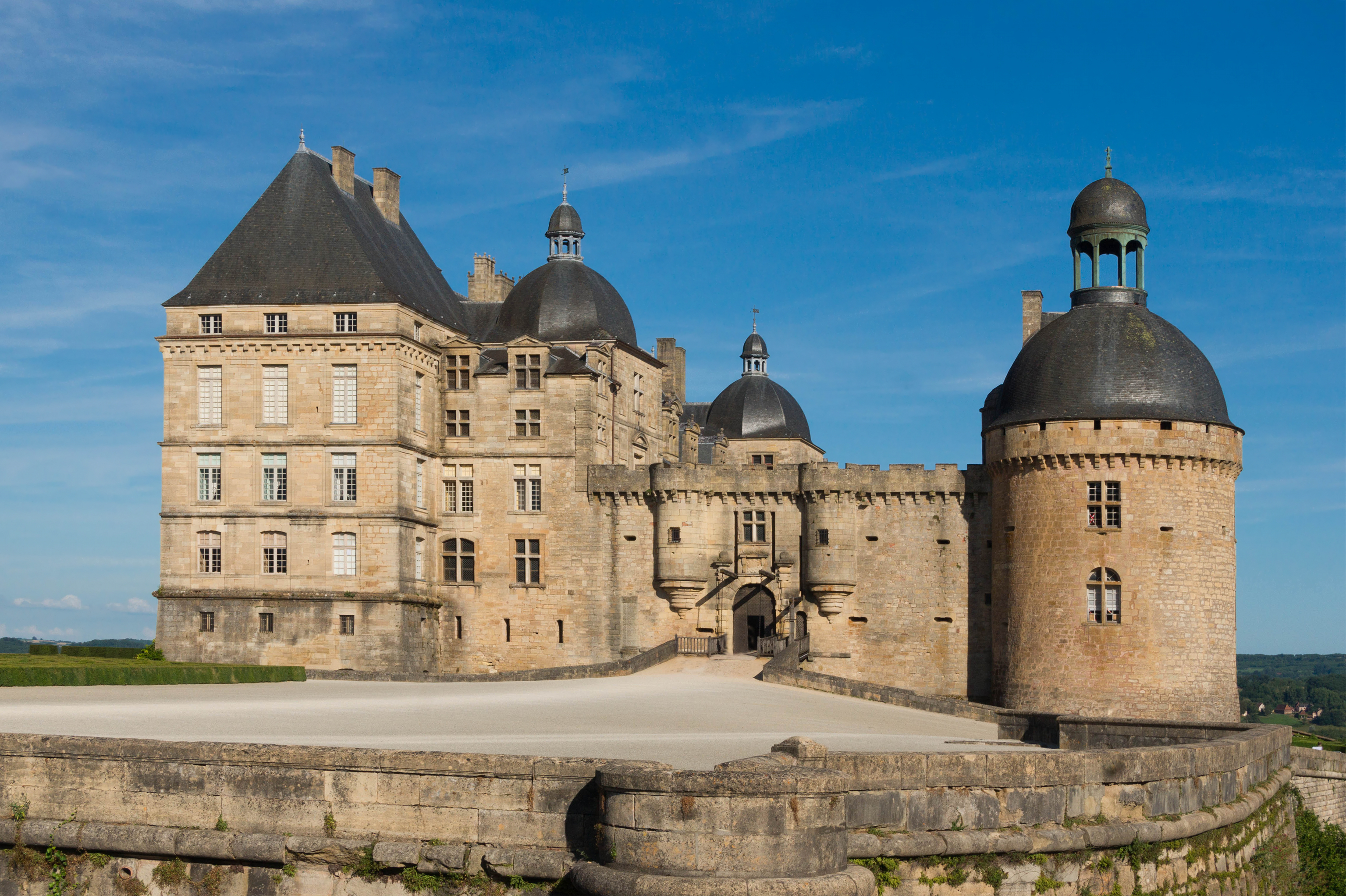
Schloss Hautefort
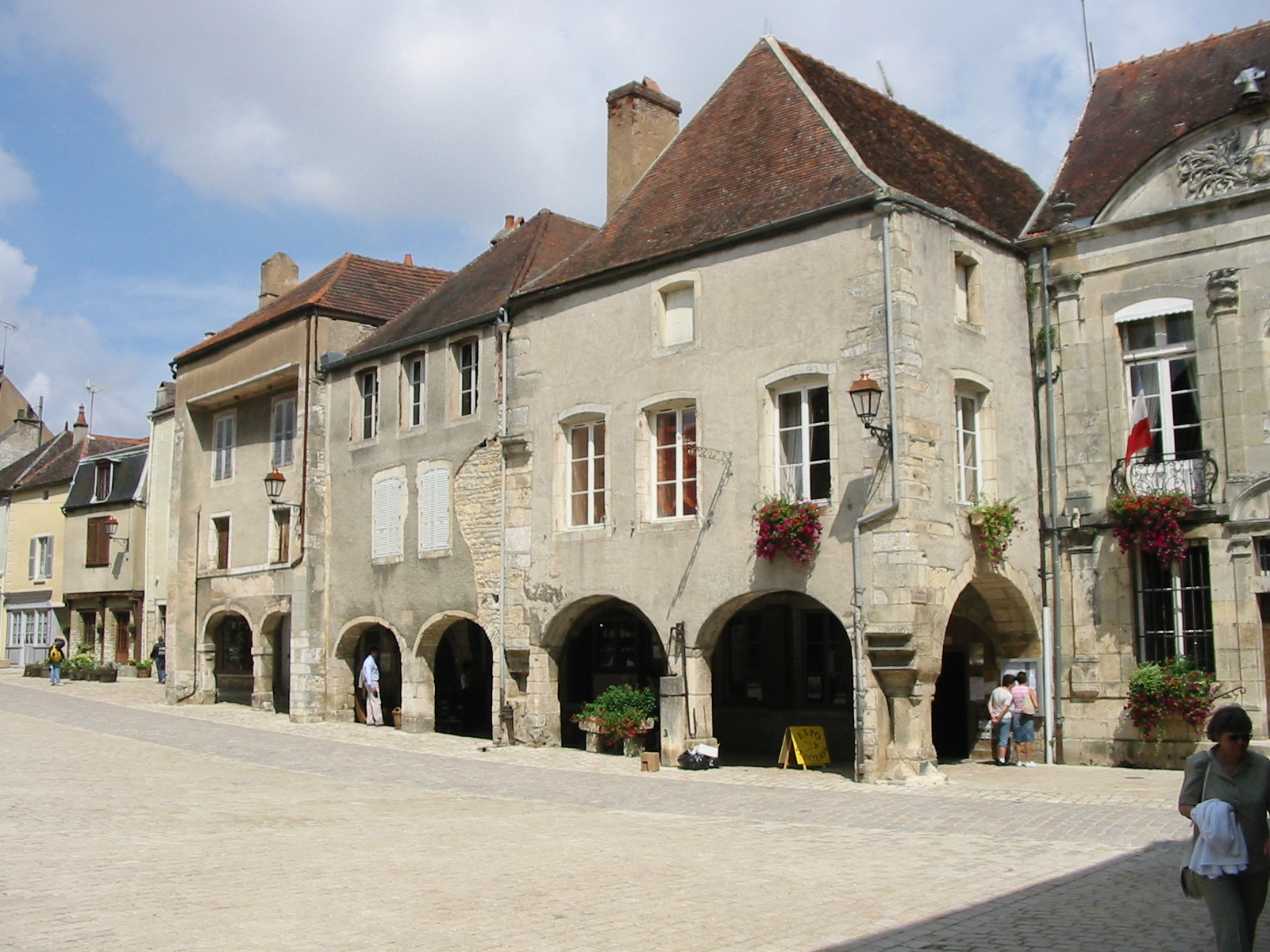
Gepflasterte Straße von Noyers
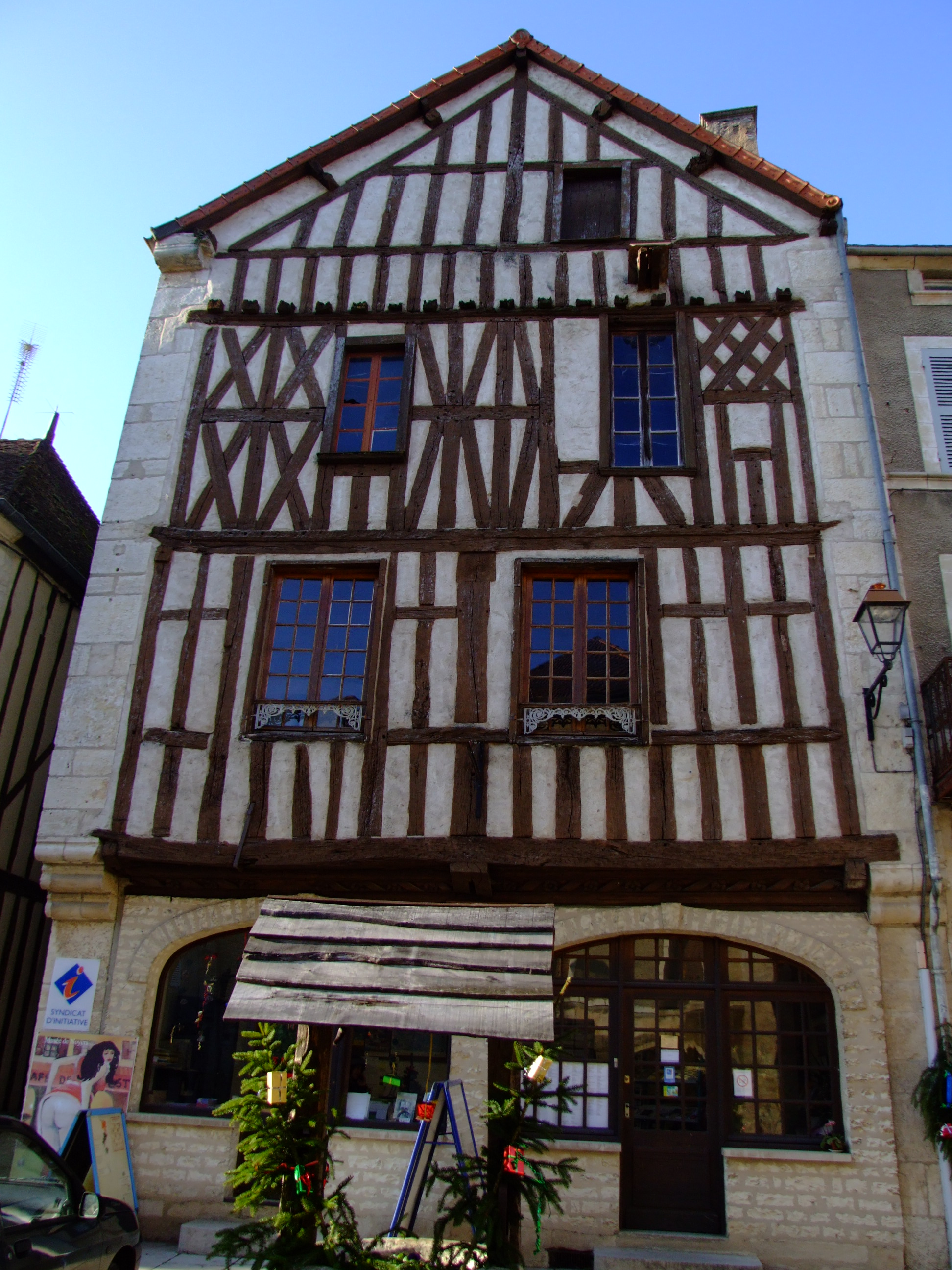
Fachwerkbau in Noyers

## Kritik
„Mit viel Schwung inszenierte Fechtabenteuer, anspruchslos, aber vergnüglich.“